# 호시 다이스케
호시 다이스케(일본어: 星 大輔, 1980년 12월 10일 ~ )는 일본의 전 축구 선수이다.

## 구단 경력
과거 요코하마 F. 마리노스, FC 도쿄, 오미야 아르디자, 몬테디오 야마가타, 교토 상가 FC, 도치기 SC, FC 마치다 젤비아에서 활동하였다.